# Natalia Veselnitskaya
Natalia Vladímirovna Veselnítskaya (en ruso: Ната́лья Влади́мировна Весельни́цкая, nacida en 1975) es una abogada rusa cuya reunión de junio de 2016 con Donald Trump Jr., Jared Kushner y Paul Manafort en Trump Tower ha atraído la atención relacionada con las acusaciones de interferencia rusa en las elecciones presidenciales de Estados Unidos de 2016.
Ella ha sido una activista en los Estados Unidos contra la Ley Magnitski. Sus clientes destacados incluyen Piotr Katsiv, un funcionario de la estatal rusa RZhD, y su hijo Denís Katsiv, a quien defendió contra un cargo de lavado de dinero en Nueva York.

## Educación y carrera temprana
Veselnítskaya afirma que ella se graduó con distinción de la academia legal del estado de Moscú en 1998. Ella afirma que entonces fue empleada por la oficina del fiscal en el óblast de Moscú, donde trabajó en legislación. Afirma haber ganado más de 300 casos legales. Luego se trasladó a la práctica privada, centrándose en ofertas de tierras en los suburbios en expansión de Moscú.
Veselnítskaya ha sido durante mucho tiempo la abogada de Piótr Katsiv, que es el vicepresidente de los ferrocarriles estatales rusos RZhD, y fue anteriormente ministro de transporte de la región de Moscú. En 2008, Vladímir Soloviov acusó a Veselnítskaya y a su hijastra de orquestar decisiones judiciales inusuales con respecto a la tierra en Moscú. Veselnítskaya demandó con éxito a Spravedlívost, una organización sin fines de lucro anticorrupción, por difamación después de haberla acusado a ella, su exmarido y a Katsiv de haber tomado tierras usando conexiones gubernamentales. Sus afirmaciones de que tierras propiedad de IKEA eran propiedad de una antigua granja colectiva fueron finalmente desestimadas por la Suprema Corte de Rusia.
Veselnítskaya y su firma, Kamertón Consulting, representaron al Servicio Federal de Seguridad (FSB) de Rusia, el principal organismo sucesor del KGB, de 2005 a 2013.

## Campaña contra la Ley Magnitski
En 2009, Serguéi Magnitski, un abogado que había acusado a la policía de Moscú de robar $ 230 millones de impuestos en descuentos fiscales de su cliente, fue golpeado hasta la muerte en prisión. En 2012, el cliente de Magnitski, Bill Browder, garantizó la aprobación de la Ley Magnitski, que impuso sanciones a los funcionarios involucrados. El presidente ruso Vladímir Putin respondió prohibiendo las adopciones para estadounidenses.
En febrero de 2015, se fundó una organización basada en Delaware llamada «Human Rights Accountability Global Initiative Foundation» («Fundación de Iniciativa Global para la Responsabilidad por los Derechos Humanos»). Rinat Akhmetshin, un ciudadano naturalizado estadounidense de Rusia que había trabajado como un cabildero de Washington desde 1998, accedió a presionar para la fundación respaldada por Denís Katsiv. De 1986 a 1988, Akmetshin había servido en el Ejército Soviético, donde obtuvo el grado de sargento y trabajó en una unidad de contrainteligencia para el KGB. La campaña de Veselnítskaya incluyó un intento fallido en Washington de revocar la Ley Magnitski y «mantener el nombre del Sr. Magnitski fuera de la ley».
El 9 de junio de 2016, Veselnítskaya se reunió con Donald Trump Jr., Paul Manafort y Jared Kushner en Trump Tower, en una reunión que habían programado después de que el publicista de Emin Ağalarov le hubiera dicho a Trump Jr. que era «una abogada del gobierno ruso» ofreciendo información perjudicial sobre Hilary Clinton debido al «apoyo de su gobierno» a Donald Trump. Veselnítskaya utilizó la reunión para criticar la Ley Magnitski.
Akhmetshin dice que se reunió con Veselnítskaya para almorzar antes de la reunión, donde luego le pidió que asistiera, lo que hizo. Según Akhmetshin, el traductor de Veselnítskaya, Anatoli Samachórnov, también asistió. También dijo que Veselnítskaya dejó un documento con Trump Jr.
Dos días después de la reunión de Trump Tower, la fundación se registró para realizar cabildeo al Congreso sobre la Ley Magnitski.
Más tarde en junio, proyectó una película de Andréi Nekrásov en el Newseum en Washington, D. C., que criticaba a Magnitski. Ella estaba «profundamente involucrada en la realización de The Magnitsky Act – Behind the Scenes». Proporcionó al equipo de producción de la película «pruebas reales y registros de testimonios» según RussiaTV5, una «estación cuyos dueños son conocidos por estar cerca de Sr. Putin».
Veselnítskaya representó a Denís cuando Preet Bharara, fiscal de los Estados Unidos para el Distrito Sur de Nueva York, lo acusó de lavado de dinero. Fiscales federales acusaron a Katsiv de usar las transacciones de bienes raíces de Manhattan para blanquear el dinero robado de Hermitage Capital Management en violación de la Ley Magnitski. El gobierno ruso entonces prohibió a Bharara de viajar allí.
En octubre de 2015, Veselnítskaya viajó a Manhattan con sus clientes para una deposición en el caso. Después de que le dijeran al final de la declaración que la contraparte estaría obligada a reembolsar los gastos, ella le cobró al gobierno de los Estados Unidos $ 50 000, incluyendo una comida de $ 800, ocho grappas y una habitación de $ 995 la noche en el Hotel Plaza. Dos meses después de que el presidente Donald Trump despidiera a Bharara, el caso se resolvió, con la compañía de Katsiv, Preventon Holdings, pagando $ 6 millones sin admitir ningún delito. El acuerdo era por menos del 3% de la cantidad que los fiscales habían buscado inicialmente.
En marzo de 2017, el senador Chuck Grassley presentó una queja alegando que la fundación, Akhmetshin, Preventon Holdings y Fusion GPS habían violado la Ley de Registro de Agentes Extranjeros.
En una entrevista del 14 de julio de 2017 con The Wall Street Journal, Veselnítskaya reconoció que estaba en contacto regular con la fiscalía general rusa y con el fiscal general Yuri Chaika.

## Vida personal
Veselnítskaya estuvo casada previamente con Aleksandr Mitúsov, un exviceministro de transporte del área de Moscú.